# Калинівська сільська рада (Волноваський район)
Калинівська сільська рада (до 2016 року — Калінінська) — колишній орган місцевого самоврядування у Волноваському районі Донецької області з адміністративним центром у с. Калинове.

## Населені пункти
Сільській раді підпорядковане село Калинове.

## Склад ради
Рада складалася з 12 депутатів та голови.

## Керівний склад сільської ради
| ПІБ                        | Основні відомості                                                    | Дата обрання | Дата звільнення |
| -------------------------- | -------------------------------------------------------------------- | ------------ | --------------- |
| Бишок Ніна Петрівна        | Сільський голова, 1942 року народження, освіта, член Партії регіонів | 26.03.2006   | 31.10.2010      |
| Маркова Тетяна Анатоліївна | Сільський голова, 1977 року народження, освіта вища, позапартійна    | 31.10.2010   |                 |

Примітка: таблиця складена за даними джерела